# 아르카디우스
아르카디우스(Flavius Arcadius, 377년/378년 ~ 408년 5월 1일)은 동로마 제국의 황제로 395년부터 408년 사망할 때까지 로마 제국의 동부를 다스린 동방 황제였다.

## 생애
아르카디우스는 테오도시우스 1세와 아일리아 플라킬리아 사이에서 태어난 아들로 서방 황제가 되는 호노리우스와는 형제였다. 383년 아버지가 그를 황제로 추대하였고 395년 아버지가 죽자 17살의 나이로 제국의 동방을 통치했다.
그는 키가 작고 가무잡잡한 피부에 말과 행동이 굼뜨고 눈꺼풀이 두꺼워 졸린 듯한 표정이었다고 한다. 성격도 유약하고 지성도 보잘것없었다.
동생 호노리우스가 유능한 장군 스틸리코의 도움으로 반달족을 물리치는 동안 허약하고 무능한 아르카디우스는 신하인 루피누스의 영향 아래 있었다. 루피누스는 자기 딸을 젊은 황제에게 시집보내 자신의 영향력을 더욱 키우려하였으나 실패하였다. 제위 초기 알라리크가 이끄는 서고트족이 반란을 일으키고 제국의 영토를 유린했으나 무능한 황제는 아무런 대책을 세우지 못했다.
396년 루피누스는 로마 군대에 의해 암살당하고 아르카디우스는 루피누스의 정적이자 시종장 에우트로피우스에게 조종당했다. 또한 그는 에우트로피우스에 의해 황후가 된 아일리아 에우독시아에게도 지배당했는데 그녀는 에우트로피우스를 제거하려 했다. 결국 유독시아에 의해 에우트로피우스는 제거당했고 콘스탄티노플 총대주교인 요한네스 크리소스토무스도 에우독시아의 미움을 받아서 아르카디우스는 시민들의 반대에도 불구하고 크리소스토무스를 쫓아냈다.
아르카디우스는 정치나 군사적인 관심보다 경건한 종교적 관심이 더욱 컸고 명목상으로 통치할 뿐이었고 408년 5월 1일에 7살짜리 아들 테오도시우스 2세에게 제위를 넘기고 죽었다.